# Virgin (album)
Virgin là album đầu tay của nhóm nhạc nữ Hàn Quốc After School. Album được phát hành vào ngày 29 tháng 4 năm 2011, gồm 13 bài hát (bao gồm cả các bài hát cũ được làm lại). Nhóm đã phát hành ba video ca nhạc cho album này: Shampoo, Let's Step Up và Play Ur Love. Shampoo và Let's Step Up, là hai ca khúc được chọn để quảng bá cho album lần này.

## Lịch sử phát hành
Sau khi kết nạp các thành viên thứ chín, E-Young, hãng đĩa Pledis Entertainment thông báo After School sẽ trở lại vào cuối tháng 4 năm 2011. Họ cũng thông báo rằng, nhóm sẽ phát hành album phòng thu đầu tiên của họ.
Trong giữa tháng 4 năm 2011, Pledis phát hành teaser của album, sau khi phát hành của danh sách bài hát và hình ảnh của các thành viên. Vào ngày trước khi phát hành album, Pledis tải lên video của "Shampoo" và "Let's Step Up!" trên kênh YouTube chính thức của họ.
Nhóm bắt đầu tiến trình quảng bá cho album, bắt đầu từ KBS Music Bank với "Shampoo" và "Let's Step Up".
Album bao gồm chín bài hát mới, các bản thu âm lại của những bài hát cũ, và các bài hát được chỉnh sửa trên Radio. Hai trong số các bài hát mới, "Lean on Time" và "My Bell" là ca khúc được hát bởi giọng hát của hai thành viên trong nhóm, là Raina và JungAh.

## Danh sách ca khúc
| CD               | CD                                                          | CD         |
| STT              | Nhan đề                                                     | Thời lượng |
| ---------------- | ----------------------------------------------------------- | ---------- |
| 1.               | "Let's Step Up"                                             | 1:45       |
| 2.               | "Shampoo"                                                   | 4:35       |
| 3.               | "Virgin"                                                    | 3:32       |
| 4.               | "Bang!" (Phiên bản 2011)                                    | 3:18       |
| 5.               | "Play Ur Love"                                              | 3:48       |
| 6.               | "Dream" (feat. Yun Jo (Pre-School Girl))                    | 3:42       |
| 7.               | "Because of You" (Phiên bản 2011)                           | 3:56       |
| 8.               | "Leaning Against Time" (Raina solo)                         | 3:32       |
| 9.               | "Are You Doing Okay?" (잘 지내고 있죠)                      | 3:41       |
| 10.              | "Funky Man" (feat. Yun Jo (Pre-School Girl) (Nana & Lizzy)) | 3:22       |
| 11.              | "My Bell" (JungAh solo)                                     | 4:00       |
| 12.              | "When I Fall" (Phiên bản 2011)                              |            |
| 13.              | "Shampoo" (Radio Edit)                                      | 3:57       |
| Tổng thời lượng: | Tổng thời lượng:                                            | 46:24      |

## Xếp hạng
| Bảng xếp hạng    | Xếp hạng cao nhất |
| ---------------- | ----------------- |
| Gaon album chart | 2                 |

| "Shampoo" | 4 |

| "Virgin" | 181 |